# 포켓몬스터 (만화)
《포켓몬스터》(ポケットモンスター, Pocket Monsters)는 일본 작가 아나쿠보 코사쿠의 만화이다. 동명의 게임인 《포켓몬스터》를 원작으로 하며, 월간 코로코로 코믹 1996년 4월호에서 《이상한 포켓몬 삐삐》라는 제목으로 시작해 같은 해 8월 현재의 제목으로 바꿔 연재중이다.
2019년 10월 11일, 애니메이션 《포켓몬스터 W》에 기반한 만화가 본작을 대체한다는 안내와 함께 2019년 11월호를 마지막으로 완결됐다. 작가 아나쿠보는 이후 단편 위주의 만화 《포켓몬스터 아니키》를 코로코로 온라인에서 연재를 계속했다.

## 특징
비슷한 류의 만화 포켓몬스터 스페셜과 함께 포켓몬스터가 원작인 만화 중 대표로 나서고 있다. 포켓몬스터 스페셜과 이 만화만이 초기 때부터 시작해서 지금까지도 장수하고 있으며 해외에 수출될 정도로 인기가 높다. 그러나 포켓몬스터 스페셜이 본래 스토리를 따르는 만화임에 반해 이 만화의 경우는 개그 만화로, 본 스토리는 따르나 진행이 엽기적이다. 등장하는 포켓몬들 대부분이 사람의 언어를 사용한다.

## 등장 캐릭터

### 관동 쪽
레드
관동 태초마을 출신 트레이너, 원작인 게임 포켓몬스터 적, 녹, 청, 피카츄 버전의 주인공이기도 하다. 오박사의 포켓몬 도감 완성을 위해 여행을 떠나지만, 오박사가 주려는 첫 포켓몬으로 꼬부기, 이상해씨, 파이리를 고르지 않고 마을에서 어마어마하게 사고를 치기로 유명한 삐삐를 첫 포켓몬으로 결정해 데려간다. 그러나 그 삐삐 때문에 매일매일 사건에 휘말려들고 몸고생을 심하게 한다. 항상 승부욕이 넘치는 소년으로, 관동, 성도 리그를 하나하나 제패해 나간다. 그러나 항상 삐삐 때문에 별 일을 다 겪는다. 라이벌으로는 그린이 있으나, 그린이 매번 패한 체육관에 들어가 승리를 거둘 정도의 실력도 가지고 있다.
- 소지 포켓몬
  - 삐삐
  - 피카츄
  - 토게피
  - 배루키

삐삐
이 만화의 주인공 캐릭터. 태초마을에서 온갖 사고를 치기로 유명했다. 처음에는 활발한 모습이 레드의 마음에 들어 레드의 첫 포켓몬으로 결정되지만 레드가 그 일을 매일 후회하게 만드는 존재. 기존 포켓몬 삐삐의 이미지와 상반되는, 먹보에다가 뚱뚱한 몸, 멍청하고 돈을 심하게 밝힌다. 그렇지만 온갖 잔꾀나 머리를 굴려 포켓몬 승부에서는 활약하며, 돈이나 먹을 것이 걸리면 괴력을 발휘하기도 한다. 결국은 항상 말썽을 부리다 레드에게 얻어맞는 일이 많다. 고향인 삐삐마을에서도 제일 뚱뚱하기로 소문났고, 기네스북에는 최고의 사기포켓몬으로 등록되어 있다. 가끔 웃긴 분장을 하고 나와 웃음을 준다. 사촌동생은 피카츄이고 라이벌 격 되는 배루키와 함께 다닌다.
피카츄
삐삐의 사촌동생. 회색시티의 웅에게 납치당해 있었다. 레드가 웅에게 승리를 거두며 피카츄와 동행하게 된다. 삐삐와는 달리 머리가 매우 좋다. 고등학교 수학 문제를 풀기도 하고, 지혜를 이용해 항상 어려움을 해결해 나간다. 레드와 배루키에게 항상 귀여움받고 아낌받지만, 그런 점이 삐삐에게는 질투를 유발하기도 한다. 자주 삐삐에게 괴롭힘 당하기도 한다. 사람의 말은 하지 못한다.
토게피
금은편에서 등장한 포켓몬. 레드가 얻었던 알에서 부화했다. 작고 약한 존재로, 일행의 귀여움을 독차지하기도 했었다. 특별한 활약은 많지 않았다. 금은편 후반에서, 모험을 떠나는 입장이라서 매일매일 노숙을 해야하는 처지 때문에 항상 토게피에게 미안함을 느끼던 레드가 금빛시티에서 만난 아저씨에게 맡기고 헤어지게 되며, 대신에 아저씨의 포켓몬 배루키가 반 강제적으로 레드 일행에 참가한다.
배루키
금은편에서 토게피 대신에 레드 일행에 들어온 포켓몬. 금빛시티의 한 아저씨의 포켓몬이었으나 모험을 떠나고 싶단 생각에 아저씨가 레드의 토게피를 데려갈 때, 레드 일행을 쫓아간다. 처음에는 레드 일행 모두에게 귀찮은 존재가 되었다. 그러나 여러 번 활약하며 당당히 일행 하나로 자리잡고, 레드 일행과 모험을 떠난다. 격투 포켓몬이지만 의외로 미술에 소질이 있다. 자주 삐삐와 다투는 라이벌 같은 존재이다. 그러나 호연 편에서는 더욱 삐삐가 크게 주연으로 나오며 피카츄와 배루키의 스케일이 대폭 하락한다.
그린
태초마을 출신 트레이너, 레드의 라이벌이다. 오박사의 손자이기도 하며, 깐깐하고 건방진 성격이다. 레드, 삐삐를 매우 무시하지만 오히려 삐삐에게 당하거나 골탕을 먹는다. 레드보다 한발 앞서가는 존재이나, 힘만 믿고 몇몇 체육관에 뛰어들었다가 부상을 입고 날아오거나 쫓겨나거나 하는, 약간 서투른 면도 많은 트레이너이다. 결국은 레드에게 밀리게 되며, 호연편부터는 모습을 감추고 잠깐 특별편에 등장하기도 한다.
- 소지 포켓몬
  - 리자몽 : 태초마을에서 받은 파이리가 진화했다.

블루
보라타운 출신 트레이너, 처음에는 귀신에 홀려 있었으나 삐삐가 귀신을 제거한 후로는 정상적인 생활을 하고 있다. 그러나 가끔 오박사가 여는 이벤트에 찾아와서 레드 일행을 골탕먹인다.
- 소지 포켓몬
  - 팬텀
  - 거북왕

옐로
레드처럼 피카츄를 가지고 있다. 그러나 레드의 피카츄와는 달리 주인을 닮아 성질이 고약한 피카츄이다. 가끔 오박사가 여는 이벤트에 찾아와서 레드 일행을 골탕먹인다.
- 소지 포켓몬
  - 피카츄

오박사
태초마을의 포켓몬 연구가. 조그만 돋보기 안경을 끼고 있다. 레드와 그린에게 도감 완성을 위한 모험을 보냈다. 그러나 손자인 그린보다는 레드가 더욱 도감을 빨리 완성하고, 리그도 제패해 가고 있다. 머리는 사실 가발으로 삐삐에 의해 들통났었다. 관동편, 금은편, 호연편, 신오편에서도 자주 등장해 레드 일행에게 심부름을 부탁하거나 한다. 그러나 매번 삐삐 때문에 온갖 실패와 고생을 겪는다.
비주기 형제
로켓단의 두목인 형제이다. 둘이 매우 닮았으며, 고약한 성격을 가지고 있다. 항상 나쁜 짓을 꾸미지만 삐삐 때문에 대 실패로 끝나고, 매번 삐삐에 의해서 온갖 고생을 겪는다.
웅
회색시티 체육관 관장. 닥치는 대로 야생 포켓몬을 잡아들이거나 납치해 체육관에 가둬 두고 있다.
이슬
블루시티 체육관 관장. 금은편에서도 몇몇 이벤트 진행자로 등장한다.
마티스
갈색시티 체육관 관장. 미국인이다.
민화
무지개시티 체육관 관장. 레드 일행을 로켓단으로 오해했다. 아버지의 회사를 로켓단이 점령해서 레드 일행에게 도움을 요청한다.
독수
연분홍시티 체육관 관장.
초련
노랑시티 체육관 관장. 비전 도구 '파도타기'를 가지고 있고, 초능력을 자유자재로 사용하나 삐삐 때문에 온 수난을 겪는다.
강연
홍련섬 체육관 관장.

### 성도 쪽
골드
연두마을 출신 성도 트레이너.
- 소지 포켓몬
  - 브케인

실버
골드의 라이벌인, 성도 트레이너.
- 소지 포켓몬
  - 리아코

공박사
연두마을의 포켓몬 연구가.
비상
도라지시티 체육관 관장.
호일
고동마을 체육관 관장.
꼭두
금빛시티 체육관 관장. 남자를 싫어해서 체육관은 여자만 출입 가능하다. 체육관에 가게도 겸하고 있다.
유빈
인주시티 체육관 관장.
규리
담청시티 체육관 관장.
사도
진청시티 체육관 관장.
류옹
황토마을 체육관 관장. 가지고 있는 꾸꾸리가 형 메꾸리를 그리워하고 있다.
이향
검은먹시티 체육관 관장. 그린과 리자몽을 날려버릴 정도의 실력 소유자이다.
카렌
성도리그 사천왕. 그러나 동료 사천왕 시바, 독수, 일목의 포켓몬을 뺏고 배신하기도 한다. 썰렁개그의 달인.

### 호연 쪽
사파이어
부잣집에 사는 소년 트레이너. 레드의 피카츄가 마음에 들어 레드가 자리를 비울 때 몰래 삐삐를 유혹해 자신의 나무지기와 교환하자며 피카츄를 데려가려고 한다. 그러나 나무지기가 레드에게 모든 걸 일러바치는 바람에 탄로난다.
루비
포켓몬 콘테스트에서 아차모를 데리고 나타난 소녀 트레이너. 결국은 콘테스트 심사에서 삐삐가 패하고 아차모가 승리했다.
털보박사
호연의 포켓몬 박사. 레드와는 안면이 있다. 사파이어에게 나무지기를 주고, 루비에게 아차모를 주었다. 그러나 매번 삐삐 때문에 별 일을 겪는다.
종길
첫 번째 체육관 관장. 가지고 있는 게을로가 싸워주지 않아 매일매일을 괴롭게 살아간다. 그러나 삐삐에게 게으름에 있어 라이벌 의식을 느낀 게을로가 처음으로 자기 힘으로 일어선다.
원규
두 번째 체육관 관장. 가지고 있는 코코파스가 대통령이 되고자 매일매일 방에 틀어박혀 공부만 하고 있다. 그러나 정작 세상 돌아가는 줄을 모르고 있기 때문에 삐삐가 교육을 시킨다.
철구
세 번째 체육관 관장. 근육질 몸매였으나 어느날 체육관에서 나오질 않고 모습을 감춘다. 가지고 있는 깜까미가 철구를 있는 대로 숨기려 하고, 도전자들을 돌려보내지만 결국 레드 일행에 의해서 '뚱뚱해져서 변기에 꼈다'라는 사실이 밝혀진다.
암페어
네 번째 체육관 관장. 체육관과 전자제품 대형판매점을 같이 하고 있으며, 트레이너들이 자신에게 도전하러 오게 하기 위해 매일 마을 사람들에게 시비를 걸고 장난을 치고 명함을 건네주는 식으로 살고 있다. 그러나 아무도 도전하러 오지 않았다. 본인은 가지고 있는 썬더라이가 무서워서 아무도 도전을 안 하는 거라고 믿고 있다.